# Bob Grossman
Pour les articles homonymes, voir Grossmann.
Bob Grossman, né le 10 décembre 1922 à Philadelphie et mort le 20 mai 2002 à Branford âgé de 79 ans, était un pilote automobile américain, essentiellement en voitures de sport sur circuits.

## Biographie
Sa carrière en compétition s'étala entre 1953 et 1976. Eclectique en marques, durant près de 25 années il pilota -essentiellement- des Jaguar (XK120, puis XK140 et XK150), des Porsche 550, des Alfa Romeo Giulietta, des Ferrari 250 GT, GTO et LM, des Shelby Cobra, des Ford Mustang, des Chevrolet Camaro... pour terminer son long périple sur De Tomaso Pantera.
Il obtint deux titres en Championnat américain des voitures de sport, pour les années 1958 (catégorie G Production, sur Giulietta -essentiellement- et X150) et 1959 (catégorie C Production, sur Giulietta et 250 GT -essentiellement-).
Il s'imposa deux fois dans des épreuves du Championnat du monde des voitures de sport en catégorie Grand Tourisme, lors des 12 Heures de Sebring en 1969, et des 6 Heures de Watkins Glen en 1970.
Il disputa les 24 Heures du Mans à 9 reprises pour 11 participations, se classant 7 fois dans les 10 premiers, en obtenant deux places de cinquième, en 1959 (associé au français Fernand Tavano, dans la Ferrari 250 GT California de ce dernier, en association avec l'équipe NART) et en 1971 (avec Coco, alias Luigi Chinetti Jr, les deux hommes remportant l'indice de rendement énergétique cette année-là). Guy Ligier fit avec lui l'édition 1966.
Parmi ses autres performances, sont à noter une victoire au Trophée de Nassau en 1959, une autre au Grand Prix du Canada GT de Mosport en 1961, une troisième place aux 2 000 kilomètres de Daytona en 1964 associé à Walt Hansgen sur Ferrari 250 GTO du NART, une quatrième aux 12 Heures de Sebring en 1962,  et une cinquième aux 24 Heures de Daytona en 1973.